# Tomáš Horák
Tomáš Horák (* 5. März 2008 in Brünn) ist ein tschechischer Sprinter, der sich auf den 400-Meter-Lauf spezialisiert hat.

## Sportliche Laufbahn
Erste Erfahrungen bei internationalen Meisterschaften sammelte Tomáš Horák beim Europäischen Olympischen Jugendfestival (EYOF) 2025 in Skopje, bei dem er in 46,60 s die Goldmedaille über 400 Meter gewann, wie auch mit der tschechischen Medley-Staffel in 1:52,43 min. Zudem gewann er mit der Mixed-Staffel über 4-mal 400 Meter in 3:23,54 min die Silbermedaille. Anschließend belegte er bei den U20-Europameisterschaften in Tampere in 47,03 s den sechsten Platz über 400 Meter und siegte in 3:05,79 min mit der 4-mal-400-Meter-Staffel.
2024 wurde Horák tschechischer Meister in der 4-mal-400-Meter-Staffel.

## Persönliche Bestzeiten
- 200 Meter: 21,48 s (−0,6 m/s), 8. Juni 2025 in Prag
  - 200 Meter (Halle): 21,39 s, 14. Januar 2025 in Ostrava
- 400 Meter: 46,12 s, 22. Juni 2025 in Ostrava (europäischer U18-Rekord)
  - 400 Meter (Halle): 48,09 s, 11. Januar 2025 in Ostrava